# Amiot 143
Аміо 143 (фр. Amiot 143) — двомоторний середній бомбардувальник виробництва французької авіакомпанії Avions Amiot. Перебував на озброєнні ВПС Франції з середини 30-х років. До початку Другої світової війни вже вважався застарілим, але все ще активно використовувався.

## Історія створення

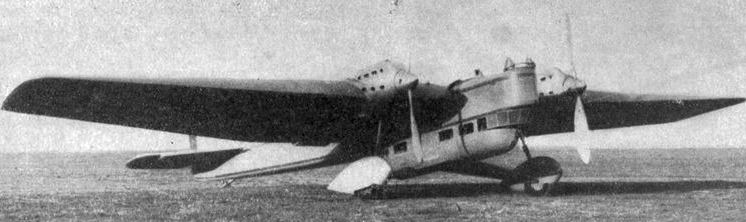
Прототип Amiot 140.01

У 1928 році командування французької армії видало замовлення на «мультипляс де комба» (фр. Multiplace de Combat) — багатофункціональний літак, здатний виконувати ролі бомбардувальника, розвідника і винищувача супроводу. На фірмі Amiot запропонували проєкт двомоторного високоплана з однокілевим хвостовим оперенням і шасі, яке не прибиралось. Як і багато інших важких французьких літаків початку 30-х років він мав характерний прямий фюзеляж і товсте крило. Перший прототип Amiot 140.01 був оснащений моторами Hispano-Suiza HS 12Nbr і піднявся в повітря 12 квітня 1931 року. Після нього виготовили ще декілька прототипів, які переважно відрізнялися встановленими двигунами. На озброєння було вирішено прийняти варіант Amiot 143 з двигунами Gnome-Rhône GR 14K, прототип якого був готовий в серпні 1934 року. З квітня 1935 по березень 1938 року виготовили 178 Amiot 143.
Серійні літаки оснащувались 14-циліндровими двигунами GR 14Kirs/jrs потужністю 900 к.с. Захисне озброєння складалось з чотирьох 7,5-мм кулеметів — по одному в носовій і верхній турелях, а також спереду і позаду підфюзеляжної гондоли. Бомбове навантаження становило 800 кг у внутрішньому бомбовому відсіку, Додатково можна було підвісити ще 800 кг на зовнішніх вузлах.

## Історія використання

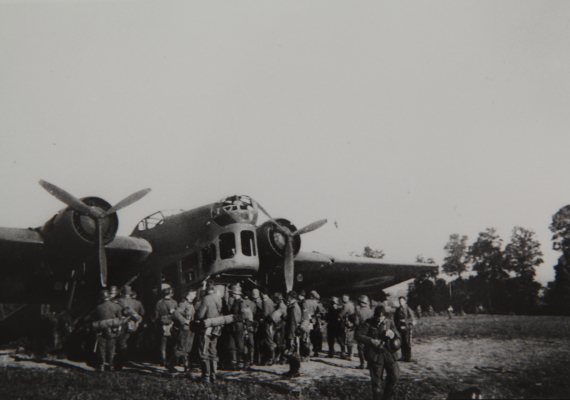
Німецькі війська оглядають покинутий Amiot 143

Хоча Amiot 143 створювався як багатоцільовий літак (клас M5) його було перекваліфіковано на нічний бомбардувальник (клас BN5). Станом на 1 вересня 1939 року Amiot 143 все ще становив значну частку французької бомбардувальної авіації: ними оснастили по дві групи в 34-й і 38-й ескадрах, і одну групу в 35-й. Загалом у бойових частинах було 76 літаків, ще 47 були в навчальних школах і резерві.
У період дивної війни Amiot 143 використовувався тільки для розвідувальних місій, а бомбардувальні вильоти почались тільки з початком німецького наступу. Вже вночі 11 травня завдали ударів по аеродромах й Мюнхені й Віттліху. Нічні нальоти тривали й наступними днями, при цьому літаки продемонстрували себе як міцні машини. Зокрема Amiot 143 9-го групменту (який включав дві групи 34-ї ескадри) здійснили 197 вильотів, скинувши 153,6 тонни бомб, при цьому було втрачено тільки чотири літаки. За час війни втрати Amiot 143 становили менш як 50 літаків включно з покинутими при відступі на аеродромах. Наприкінці червня вцілілі машини перекинули в Північну Африку.
У складі ВПС Режиму Віші залишилося дві групи, оснащені Amiot 143, але вже до травня 1941 їх замінили на LeO 451, а Amiot 143 передали в транспортну авіацію.

## Тактико-технічні характеристики

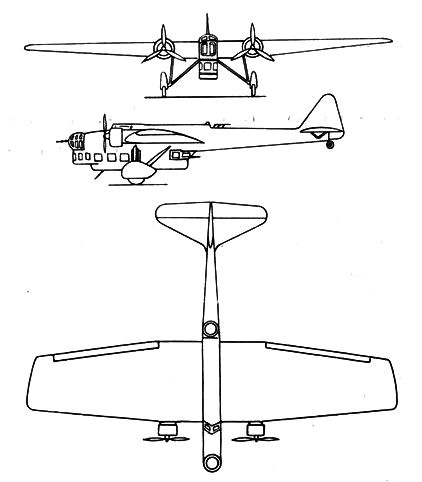

### Технічні характеристики
- Довжина: 18,24 м
- Висота: 5,68 м
- Розмах крила: 24,53 м
- Площа крила: 100 м²
- Маса порожнього: 5455 кг
- Маса спорядженого: 8610 кг
- Максимальна злітна маса: 10 360 кг
- Двигуни: 2 × Gnome-Rhône 14Kirs/jrs
- Потужність: 2 × 900 к. с.

### Льотні характеристики
- Максимальна швидкість: 295 км/год
- Дальність польоту:
  - з максимальним бомбовим навантаженням: 1300 км
  - без бомб: 2000 км
- Практична стеля: 7500 м
- Час підйому на 4000 м: 14 хв 20 с.